# IRS Airlines

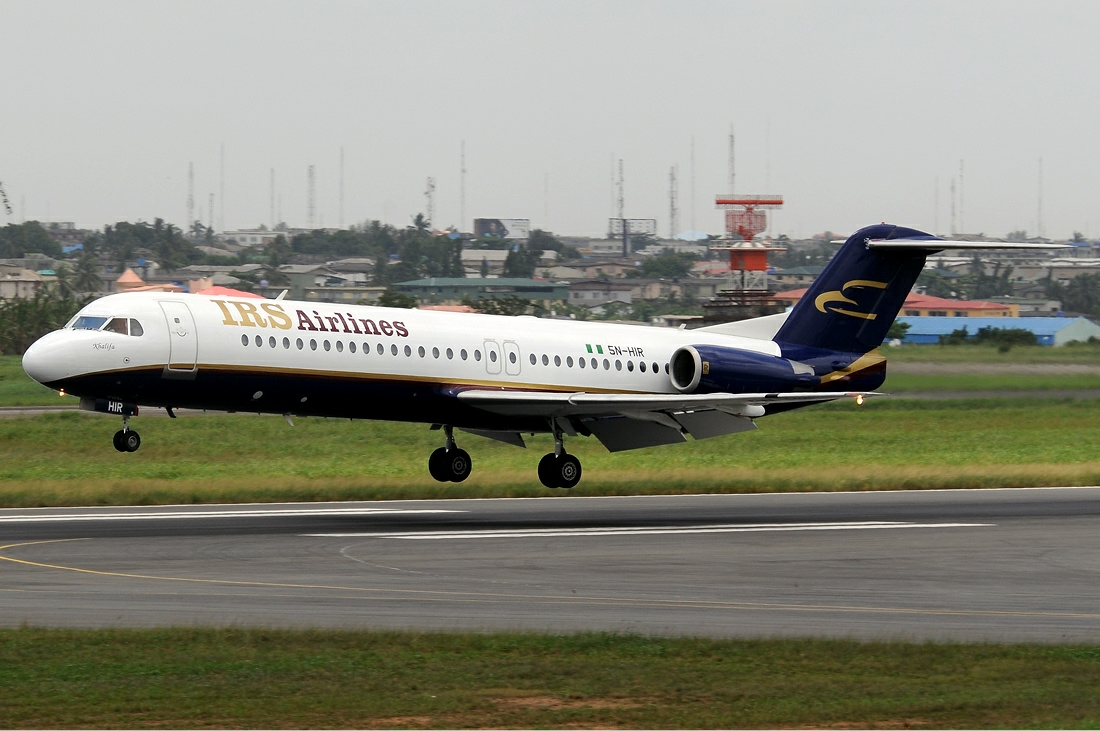
Fokker 100 (F-28-0100) авиакомпании IRS Airlines в международном аэропорту имени Мурталы Мухаммеда

IRS Airlines Limited, действующая как IRS Airlines, — авиакомпания Нигерии со штаб-квартирой в городе Абуджа, работающая в сфере регулярных пассажирских перевозок между аэропортами внутри страны. Портом приписки авиакомпании и её главным транзитным узлом (хабом) является международный аэропорт имени Ннамди Азикиве в Абудже.

## История
Авиакомпания IRS Airlines была основана в 2002 году и начала операционную деятельность в марте того же года.

## Маршрутная сеть
В сентябре 2011 года маршрутная сеть авиакомпании IRS Airlines включала в себя следующие пункты назначения:
- Абуджа — международный аэропорт имени Ннамди Азикиве хаб
- Гомбе — международный аэропорт Гомбе Лаванти
- Кадуна — аэропорт Кадуна
- Лагос — международный аэропорт имени Мурталы Мохаммеда
- Майдугури — международный аэропорт Майдугури
- Порт-Харкорт — международный аэропорт Порт-Харкорт
- Йола — аэропорт Йола

## Флот
По состоянию на апрель месяц 2010 года воздушный флот авиакомпании IRS Airlines составляли следующие самолёты:
- 5 Fokker 100
- 1 Fokker F28 Mk4000